# Henri de Mecklembourg-Schwerin (duc)
Pour les articles homonymes, voir Henri de Mecklembourg-Schwerin.
Titre
Prince consort des Pays-Bas
7 février 1901 – 3 juillet 1934
(33 ans, 4 mois et 26 jours)
Henri Vladimir Albert Ernest de Mecklembourg-Schwerin (Heinrich Wladimir Albrecht Ernst zu Mecklenburg-Schwerin), né le 19 avril 1876 à Schwerin et mort le 3 juillet 1934 à La Haye, puis prince Henri des Pays-Bas, fut prince consort des Pays-Bas  de 1901 à sa mort en tant qu'époux de la reine Wilhelmine des Pays-Bas. Aux Pays-Bas, son nom est connu sous l'orthographe Hendrik.

## Biographie

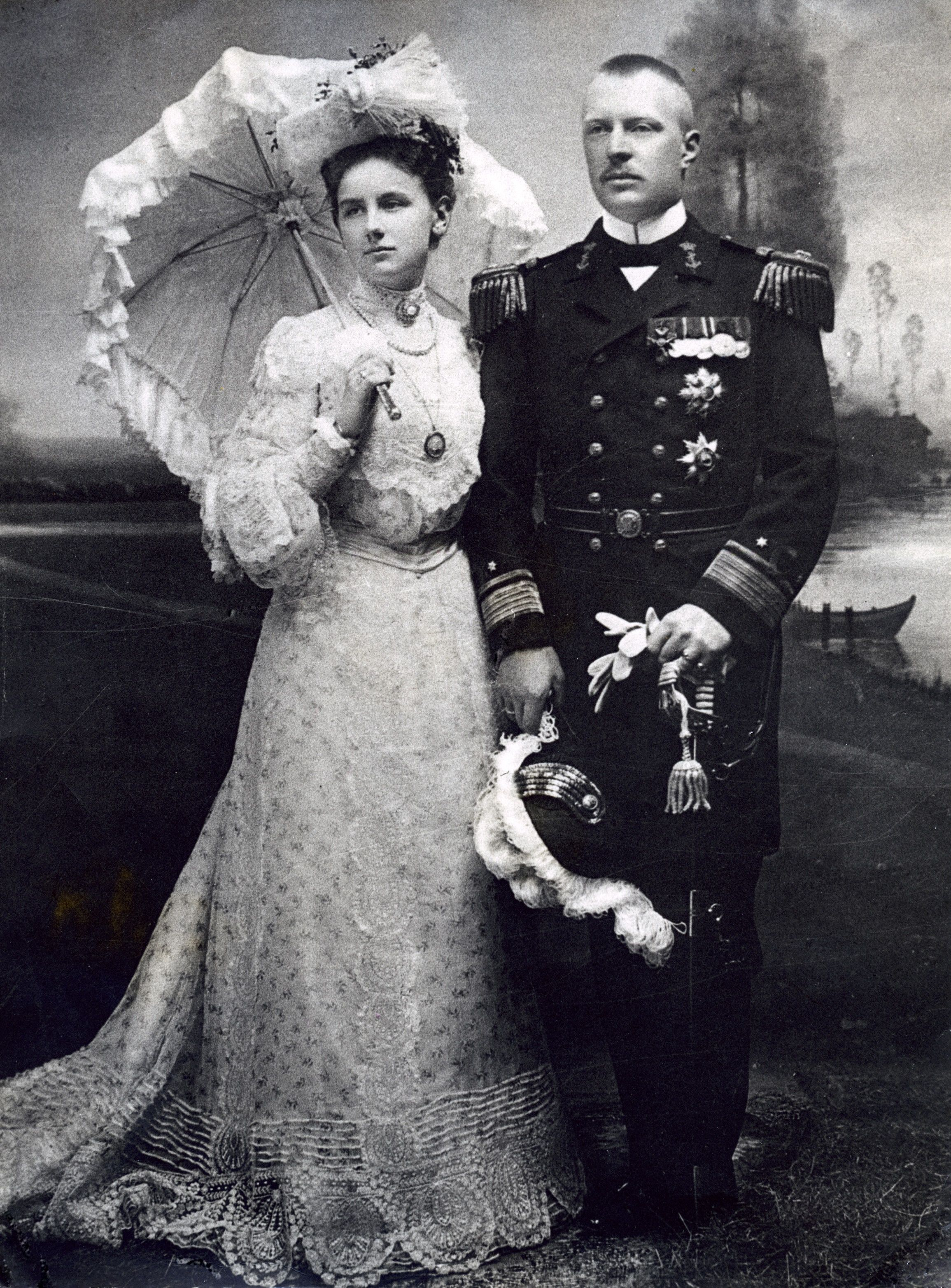
La reine et le prince consort.

Fils cadet du grand-duc Frédéric-François II de Mecklembourg-Schwerin et de sa troisième épouse, Marie de Schwarzbourg-Rudolstadt, le jeune duc est le demi-frère du grand-duc Frédéric-François III, du duc Jean-Albert qui sera régent du grand-duché et du duché de Brunswick, du duc Adolphe-Frédéric qui sera un explorateur de renom et de la grande duchesse Vladimir de Russie. Sa sœur Élisabeth (Élisabeth-Alexandrine de Mecklembourg-Schwerin) a épousé le grand-duc Frédéric-Auguste II d’Oldenbourg. 
Par ailleurs, les nièces du prince des Pays-Bas ont épousé l'une le roi Christian X de Danemark, l'autre le fils aîné du Kaiser le Kronprinz Guillaume de Prusse.
Il épousa le 7 février 1901 la reine Wilhelmine des Pays-Bas, de quatre ans sa cadette. La veille, il avait été créé « prince des Pays-Bas » par sa future épouse et son prénom néerlandisé en « Hendrik ».
Ce mariage avait été voulu par le Kaiser, qui pensait contrôler les Pays-Bas. 
Les débuts de l'union ne furent guère heureux. Le 9 novembre 1901, la jeune souveraine fit une fausse-couche, en 1902 elle mit au monde un fils mort-né. Quatre ans plus tard, elle fit une seconde fausse-couche. Le monde politique commençait à craindre l'extinction de la lignée des Nassau qui aurait donné le trône à un prince étranger. Néanmoins, en 1909, la reine mit au monde une fille, la princesse Juliana des Pays-Bas. Le couple royal n'eut pas d'autres enfants.
Pendant la Première Guerre mondiale, bien qu'ayant conservé leur neutralité, les Pays-Bas subirent le blocus allié. En 1917, la monarchie russe s'effondre. En 1918, les monarchies allemandes connaissent le même sort. La reine et le prince-consort sont apparentés aux membres de ces dynasties qui doivent s'exiler à travers le monde. La reine accorda l'exil au Kaiser qui avait perdu son trône. La grande-duchesse Maria Pavlovna, sœur du prince consort, finit ses jours à Contrexéville, ville d'eau lorraine où elle avait ses habitudes avant la guerre.
En 1928, le prince Hendrik présida la cérémonie d'ouverture des Jeux olympiques d'été qui se déroulèrent à Amsterdam.
Le prince Hendrik meurt en 1934 à La Haye.